# Talk to Me
Talk to Me är en australisk skräck- och thrillerfilm från 2022. Filmen är regisserad av Danny och Michael Philippou efter ett manus skrivet av Danny Philippou och Bill Hinzman.
Filmen hade sin förhandsvisning på Adelaide Film Festival den 30 oktober 2022, följt av världspremiären på Sundance Film Festival den 22 januari 2023. Den hade sedan biopremiär i Sverige den 28 juli 2023, utgiven av Scanbox Entertainment.

## Handling
Filmen kretsar kring ett kompisgäng som listat ut hur man frammanar de döda genom en balsamerad hand. Kicken de får av detta blir beroendeframkallande.

## Rollista
- Sophie Wilde – Mia
- Alexandra Jensen – Jade
- Joe Bird – Riley
- Otis Dhanji – Daniel
- Miranda Otto – Sue
- Zoe Terakes – Hayley
- Chris Alosio – Joss
- Marcus Johnson – Max
- Alexandria Steffensen – Rhea